# Aradita
L'aradita és un mineral de la classe dels fosfats, que pertany al grup de la zadovita.

## Característiques
L'aradita és un vanadat, un fosfat que conté bari, calci, fluor, vanadi i silici, de fórmula química BaCa₆[(SiO₄)(VO₄)](VO₄)₂F. Cristal·litza en el sistema trigonal. Es tracta d'un mineral d'un tipus d'estructura modular nou estretament relacionat amb l'estructura de la nabimusaïta. Es troba en paralaves tancades en roques pirometamòrfiques. Només se n'ha trobat a l'anticlinal Gurim, a Negev (Israel).
Segons la classificació de Nickel-Strunz l'aradita pertany a «08.BN - Fosfats, etc. amb anions addicionals, sense H₂O, només amb cations de mida gran, (OH, etc.):RO₄ = 0,33:1» juntament amb els següents minerals: magganasita, fluorpiromorfita, fluorsigaiïta, fluoralforsita, alforsita, belovita-(Ce), clorapatita, mimetita-M, johnbaumita-M, fluorapatita, hedifana, hidroxilapatita, johnbaumita, mimetita, morelandita, piromorfita, fluorstrofita, svabita, turneaureïta, vanadinita, belovita-(La), deloneïta, fluorcafita, kuannersuïta-(Ce), hidroxilapatita-M, fosfohedifana, hidroxilpiromorfita, estronadelfita, fluorfosfohedifana, carlgieseckeïta-(Nd), vanackerita, miyahisaïta, pieczkaïta, hidroxilhedifana, pliniusita, parafiniukita, arctita, krügerita i goryainovita.